# Gladerberg
Der Gladerberg ist ein Flurname im Gebiet der Gemeinde Wesertal im nordhessischen Landkreis Kassel und zählt zum Reinhardswald.
Der vollkommen bewaldete Gladerberg befindet sich zwischen Gottstreu und Gieselwerder in einer Flussbiegung gegenüber von Oedelsheim am orographisch linken Ufer der Weser.
Topographisch bildet der Gladerberg einen Rücken, der nordöstlich vom Gipfel des Hahneberg ins Wesertal hinabzieht. Das am Weserufer gelegene Gehöft Alte Glashütte verweist mit seinem Namen auf eine hier zeitweilig vorhandene Nutzung des Waldes zur Waldglas-Herstellung.